# A2744 YD4 (星系)
A2744 YD4是一個非常遙遠的年輕星系。它在2015年經由哈伯太空望遠鏡的觀測，首度被確認是一個星系。這個星系位於巨大的阿貝爾 2744星系群的後方，經由重力透鏡的效應才使這種檢測成為可能。在2017年，ALMA觀測它，並檢測到少量的塵埃（迄今最遙遠的星塵）和在大爆炸後6億年的第一個氧氣輻射光的訊號。